# Achim Hill
Achim Hill (Köpenick, 1º aprile 1935 – 4 agosto 2015) è stato un canottiere tedesco.

## Palmarès

### Olimpiadi
- 2 medaglie[1]:
  - 2 argenti (Roma 1960 nel singolo; Tokyo 1964 nel singolo)

### Europei
- 1 medaglia[2]:
  - 1 oro (Vichy 1967 nel singolo)